# Missão da União Africana no Sudão

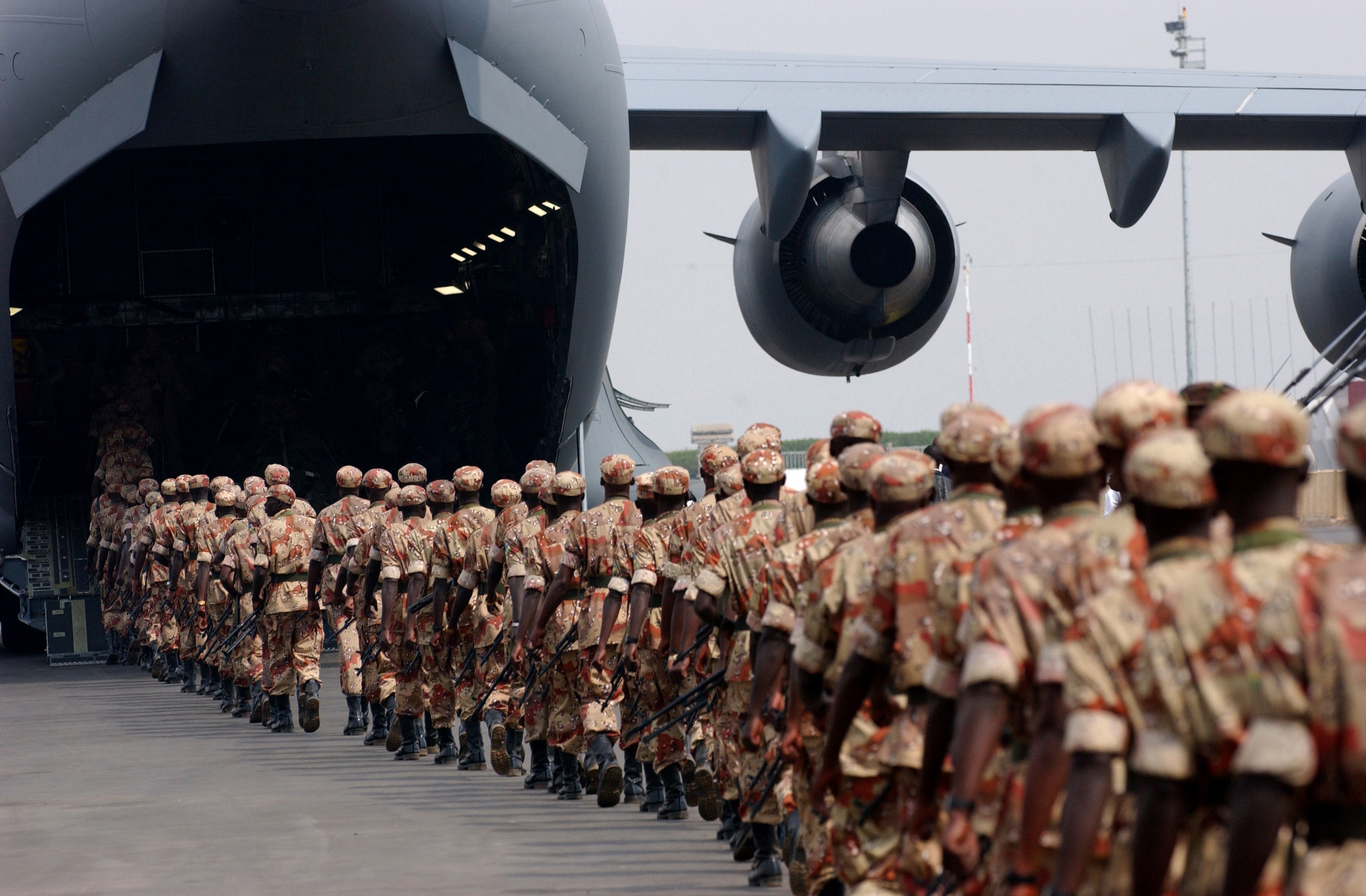
Os soldados da AMIS de Ruanda se preparam para partir para Darfur em 2005.

A  Missão da União Africana no Sudão (em inglês:  African Union Mission in Sudan, AMIS) foi  uma força de manutenção da paz da União Africana (UA) que operou principalmente na região ocidental do país, no Darfur, com o objetivo de realizar operações de manutenção da paz relacionadas ao conflito de Darfur. Foi criada em 2004, com uma força de 150 soldados, porém em meados de 2005, seus números aumentariam para cerca de 7.000. 
Conforme a Resolução 1564 do Conselho de Segurança das Nações Unidas, a AMIS deveria “articular e coordenar estreita e continuamente... a todos os níveis" o trabalho com a Missão das Nações Unidas no Sudão (UNMIS).  A AMIS foi a única força militar externa presente no Sudão, na região de Darfur, até a Missão das Nações Unidas e da União Africana em Darfur (UNAMID) ter sido estabelecida. Uma vez que não foi possível conter efetivamente a violência em Darfur uma força de paz das Nações Unidas mais importante e melhor equipada foi originalmente proposta para setembro de 2006, mas devido à oposição do governo sudanês, não foi implementada naquele momento. O mandato da AMIS foi prorrogado repetidamente ao longo de 2006, enquanto a situação no Darfur continuava a intensificar-se, até que a AMIS foi substituída pela UNAMID em 31 de dezembro de 2007. 